# بايرن ميونخ 2
بايرن ميونخ الثاني (بايرن ميونيخ الهواة حتى عام 2005) (بالألمانية: FC Bayern München II) هو الفريق الاحتياطي لنادي بايرن ميونخ الألماني.
هذا الفريق يهدف إلى استقطاب المواهب وتصعيدهم لفئة الشباب أو الفريق الأول في نادي بايرن ميونخ، وعادة ما يكون أعمار اللاعبين من سن 18 إلى 23، مع البعض من اللاعبين المخضرمين لأجل الخبرة.

## تشكيلة اللاعبين
اعتبارًا من 26 نوفمبر 2021:

### الفريق الحالي
ملاحظة: تشير الأعلام إلى المنتخب بحسب قواعد الأهلية المعتمدة من قبل الفيفا؛ تنطبق بعض الاستثناءات المحدودة. وقد يحمل اللاعبون أكثر من جنسية لا تعترف بها الفيفا.
| الرقم | البلد   | المركز | اللاعب                        |
| ----- | ------- | ------ | ----------------------------- |
| 1     | ألمانيا | حارس   | لوكاس شنيلر                   |
| 5     | ألمانيا | مدافع  | نيكولاس فيلدهان (قائد الفريق) |
| 6     | ألمانيا | وسط    | توربن راين                    |
| 7     | ألمانيا | وسط    | أوليفر باتيستا                |
| 9     | ألمانيا | مهاجم  | أرميندو سيب                   |
| 10    | ألمانيا | وسط    | تيمو كيرن                     |
| 11    | ألمانيا | مهاجم  | مالك تيلمان                   |
| 12    | ألمانيا | حارس   | كريستيان فروتخل               |
| 13    | النمسا  | وسط    | إميليان ميتو                  |
| 14    | ألمانيا | وسط    | يان هيرمان                    |
| 16    | صربيا   | وسط    | نيمانيا موتيكا                |
| 17    | كرواتيا | مهاجم  | غابرييل فيدوفيتش              |
| 19    | ألمانيا | وسط    | ماكسيميليان ويلزمولر          |

| الرقم | البلد            | المركز | اللاعب         |
| ----- | ---------------- | ------ | -------------- |
| 20    | ألمانيا          | مدافع  | جيمي لورانس    |
| 21    | ألمانيا          | مهاجم  | يوسف كبضاي     |
| 22    | الولايات المتحدة | وسط    | تايلور بوث     |
| 23    | ألمانيا          | حارس   | مانويل كاينز   |
| 24    | ألمانيا          | وسط    | كريستوفر سكوت  |
| 25    | ألمانيا          | مدافع  | أنجيلو بروكنر  |
| 26    | ألمانيا          | مدافع  | برايت أري مبي  |
| 27    | ألمانيا          | مدافع  | ديفيد هيرولد   |
| 28    | ألمانيا          | وسط    | موريتز موساندل |
| 29    | ألمانيا          | وسط    | ليون فوست      |
| 33    | ألمانيا          | حارس   | جاكوب ماير     |
| 35    | تركيا            | وسط    | أيوب أيدين     |
| 37    | ألمانيا          | مهاجم  | لوكاس كوبادو   |
| 42    | ألمانيا          | حارس   | توم هولسمان    |

### قائمة الإعارة
ملاحظة: تشير الأعلام إلى المنتخب بحسب قواعد الأهلية المعتمدة من قبل الفيفا؛ تنطبق بعض الاستثناءات المحدودة. وقد يحمل اللاعبون أكثر من جنسية لا تعترف بها الفيفا.
| الرقم | البلد   | المركز | اللاعب                                                  |
| ----- | ------- | ------ | ------------------------------------------------------- |
| 1     | ألمانيا | حارس   | رون توربين هوفمان (إلى نادي سندرلاند حتى 30 يونيو 2022) |
| 2     | فرنسا   | مدافع  | ريمي فيتا (إلى نادي بارنسلي حتى 30 يونيو 2022)          |
| 3     | ألمانيا | مدافع  | جوناس كيل (إلى إس إس في أولم 1846 حتى 30 يونيو 2022)    |
| 9     | ألمانيا | مهاجم  | يان-فييت آرب (إلى هولشتاين كيل حتى 30 يونيو 2022)       |
| 11    | ألمانيا | وسط    | نيكولاس كوهن (إلى إرتسغيبيرغه آوه حتى 30 يونيو 2022)    |

| الرقم | البلد     | المركز | اللاعب                                                    |
| ----- | --------- | ------ | --------------------------------------------------------- |
| 30    | ألمانيا   | مهاجم  | لين جاستريمسكي (إلى نادي فيكتوريا كولن حتى 30 يونيو 2022) |
| 31    | نيوزيلندا | وسط    | سارببريت سين (إلى يان ريغينسبورغ حتى 30 يونيو 2022)       |
|       | السويد    | وسط    | أليكس تيموسي (إلى نادي كلاغنفورت حتى 30 يونيو 2022)       |
|       | ألمانيا   | مدافع  | رومان رينيلت (إلى إس إس في أولم 1846 حتى 30 يونيو 2022)   |
|       | ألبانيا   | مهاجم  | مارفن شوني (إلى بادربورن 07 حتى 30 يونيو 2022)            |

## الجهاز الفني
| المدربين           | المدربين               |
| ------------------ | ---------------------- |
| مارتن ديميكيليس    | المدير الفني           |
| ستيفان باك         | مساعد المدرب           |
| فالتر يونغهانز     | مدربي حراس المرمى      |
| مايكل نيتوليتزكي   | مدربي حراس المرمى      |
| جان فيليب هيسترمان | مدرب ألعاب القوى       |
| الفريق الوظيفي     |                        |
| موريتز رينكر       | أخصائيو العلاج الطبيعي |
| ماكس هارزمان       | أخصائيو العلاج الطبيعي |
| دومينيكوس هوشنر    | أخصائيو العلاج الطبيعي |
| سامي خلف الله      | منظم الفريق            |
| جان مولر           | طبيب الفريق            |
| يوهانس بير         | المحللين               |
| سيمون أنغر         | المحللين               |

## مدراء النادي
مدراء النادي:

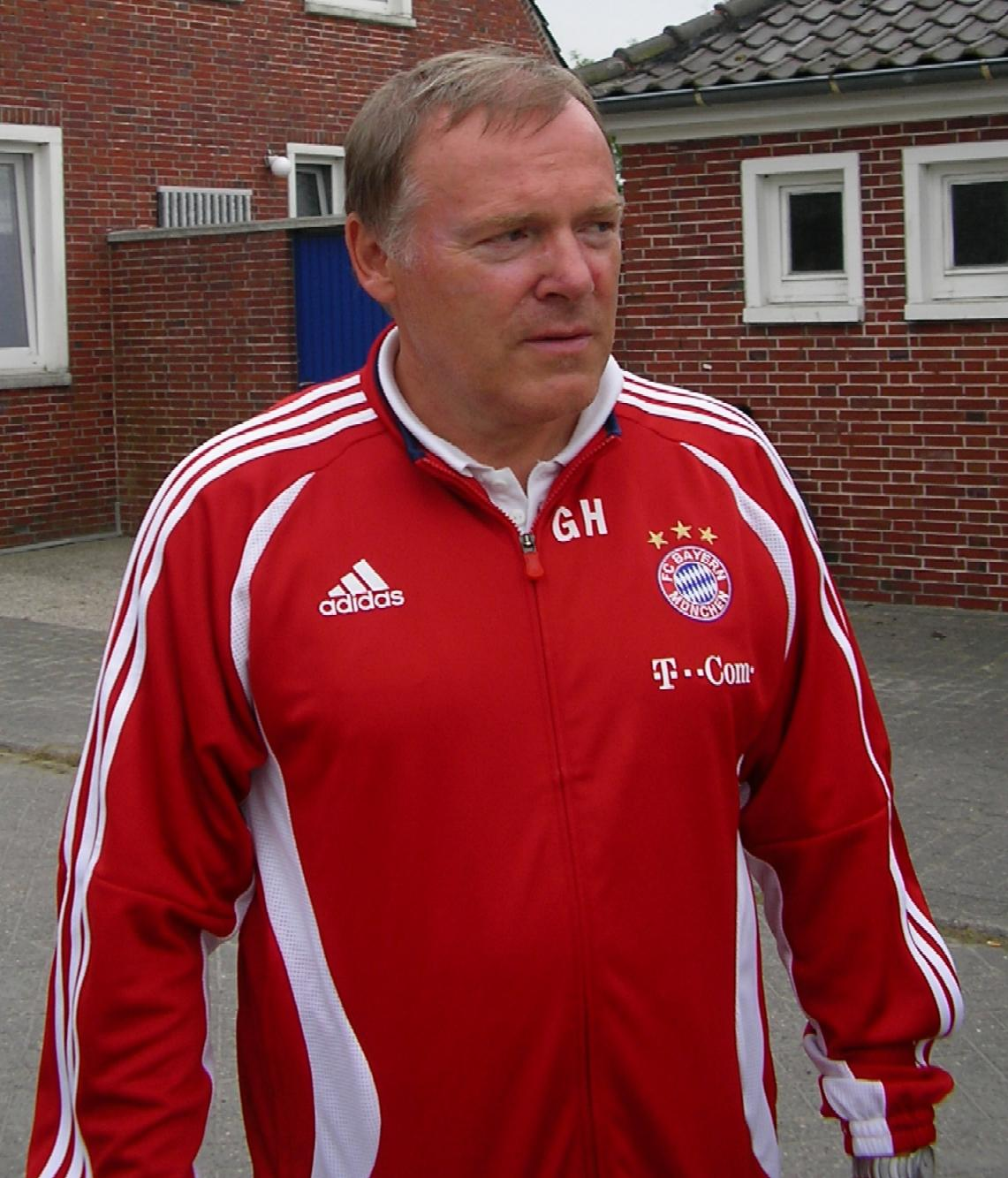
قضى هيرمان جيرلاند ثلاث فترات كمدرب للنادي.

- هاينز ليتل (1 يوليو 1973 – 30 يونيو 1974).
- فيرنر كيرن (1 يوليو 1976 – 31 مايو 1977).
- فريتز بيشوف (1 يوليو 1986 – 30 يونيو 1987).
- هانس-ديتر شميت (1 يوليو 1987 – 30 يونيو 1989).
- فريتز بيشوف (1 يوليو 1989 – 30 يونيو 1990).
- وولف فيرنر (1 يوليو 1990 – 30 يونيو 1992).
- هيرمان جيرلاند (1 يوليو 1991 – 30 يونيو 1995)
- راينر أولريش (1 يوليو 1995 – 30 يونيو 1998)
- أودو باسمير (1 يوليو 1998 – 28 مارس 2001)
- كورت نييديرماير (29 مارس 2001 – 30 يونيو 2001)
- هيرمان جيرلاند (1 يوليو 2001 – 26 أبريل 2009)
- محمد شول (27 أبريل 2009 – 30 يونيو 2010)
- هيرمان جيرلاند (1 يوليو 2010 – 13 أبريل 2011)
- راينر أولريش (13 أبريل 2011 – 30 يونيو 2011)
- اندرياس يونكر (1 يوليو 2011 – 30 يونيو 2012)]
- محمد شول (1 يوليو 2012 – 30 يونيو 2013)
- إيرك تين هاغ (1 يوليو 2013 – 30 يونيو 2015)
- هايكو فوجل (1 يوليو 2015 – 21 مارس 2017)
- داني شوارز (21 مارس 2017 – 30 يونيو 2017)
- تيم فالتر (1 يوليو 2017 – 30 يونيو 2018)
- هولغر سايتس (1 يوليو 2018 – 30 يونيو 2019)
- سيباستيان هونيس (1 يوليو 2019 – 26 يوليو 2020)
- هولجر سيتز (25 أغسطس 2020 – 4 أبريل 2021)
- داني شفارتز (4 أبريل 2021 – 30 يونيو 2021)
- مارتن ديميكيليس (4 أبريل 2021 – حتى الآن)